# Condado de Yankton
O Condado de Yankton é um dos 66 condados do Estado americano da Dakota do Sul. A sede do condado é Yankton, e sua maior cidade é Yankton. O condado possui uma área de 1 379 km² (dos quais 29 km² estão cobertos por água), uma população de 21 652 habitantes, e uma densidade populacional de 16 hab/km² (segundo o censo nacional de 2000).